# London borough

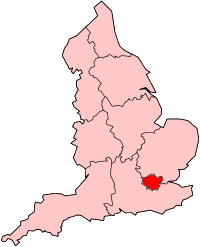
Greater Londons läge i England

En London borough är en kommun i Storlondon (Greater London). Detta administrativa område består av 32 London boroughs. Tolv av dessa, plus City of London, utgör Inner London, medan de 20 övriga utgör Outer London. 
Det finns fyra stadsdelar som inte använder ordet "London Borough of" i sina namn. De är Westminster, som kallas City of Westminster som har stadsrättigheter, Kingston upon Thames, Kensington och Chelsea, och (sedan 2012) Greenwich, som kallas "Royal Borough of", på grund av deras Royal Borough status. 
De nuvarande indelningen i London boroughs skapades av London Government Act 1963. Den trädde i kraft den 1 april 1965 i och med bildandet av Storlondon (Greater London). London boroughs administreras av London Borough Councils som väljs vart fjärde år. 

## Karta
| 1. City of London † 2. City of Westminster 3. Kensington and Chelsea 4. Hammersmith and Fulham 5. Wandsworth 6. Lambeth 7. Southwark 8. Tower Hamlets 9. Hackney 10. Islington 11. Camden 12. Brent 13. Ealing 14. Hounslow 15. Richmond 16. Kingston upon Thames 17. Merton |  | 1. Sutton 2. Croydon 3. Bromley 4. Lewisham 5. Greenwich 6. Bexley 7. Havering 8. Barking and Dagenham 9. Redbridge 10. Newham 11. Waltham Forest 12. Haringey 13. Enfield 14. Barnet 15. Harrow 16. Hillingdon |
| † räknas ej som ett London borough |  | |